# Rudgea obesiflora
Espèce
Statut de conservation UICN

 VU D2 : Vulnérable
Rudgea obesiflora est une espèce de plantes de la famille des Rubiaceae.

## Publication originale
- Publications of the Field Museum of Natural History, Botanical Series 11(5): 265. 1936.